# Ecsenius bicolor
Ecsenius bicolor es una especie de pez de la familia Blenniidae en el orden de los Perciformes.

## Morfología
• Los machos pueden llegar alcanzar los 11 cm de longitud total. Es curiosa la coloración de este pequeño pez que se encuentra dividida en dos partes. Desde el abdomen a la cabeza una coloración oscura marrón azulada y desde el abdomen a la cola en un naranja brillante. El brillo del animal dependerá de su posición jerárquica en el acuario. Los individuos de menor posición mostrarán una única coloración. Es una especie territorial compatible con los invertebrados sésiles.

## Reproducción
Es ovíparo.

## Hábitat
Es un pez de mar y de clima tropical y asociado a los  arrecifes de coral que vive entre 1-25 m de profundidad.

## Distribución geográfica
Se encuentra desde las Maldivas hasta las Islas Fénix, las Islas Ryukyu, el sur de la Gran Barrera de Coral y Micronesia.